# Дука, Илья Михайлович
Барон Илья́ Миха́йлович Ду́ка (1768, Ахен — 16 февраля 1830, Курская губерния) — российский военачальник, генерал от кавалерии Русской императорской армии (1826).

## Биография
Родился в 1768 году; согласно архивам принадлежал к «сербской нации» и происходил из «дворян, уроженец города Анкона».
В России оказался после смерти отца в 1774 году, когда его взяли к себе родственники по материнской линии, жившие в Малороссии. 15 мая 1776 года поступил на армейскую службу фурьером в Нотебургский пехотный полк, в котором дослужился до обер-офицерского чина. В 1780 году переведён в Украинский лёгкоконный полк в чине вахмистра, а затем в Смоленский драгунский полк — берейтором. В июне 1787 года поступил генеральс-адъютантом в Кубанский корпус (под командованием генерала И. Г. Шевича). 28 июля 1787 года произведён в поручики и зачислен в Кубанский корпус
В Турецкую кампанию участвовал во многих сражениях как против турок (в частности, у Анапы), так и против кавказских горцев. В 1790 году был переведён в Острогожский легкоконный полк, а в 1794 году принимал участие в походе Суворова в Польшу, участвовал во многих сражениях и особенно отличился взятием в плен начальника польских войск генерала Вавжецкого со всеми его адъютантами и чиновниками, за что и был произведён сначала в ротмистры, а затем в секунд-майоры.
В 1795 году был переведён в Александрийский легко-конный полк, а 20 апреля 1799 года в лейб-гвардии гусарский полк с производством в полковники.
С 11 октября 1806 года шеф Малороссийского кирасирского полка. Участвовал в сражениях при Голымине, Локау, Ландсберге, Янкове, Аустерлице, в апреле 1807 года был награждён орденом Св.Георгия 3-й степени «в воздаяние отличного мужества и храбрости, оказанных в сражении против французских войск 27-го января при Прейсиш-Эйлау». 24 мая 1807 года произведён в генерал-майоры.
В 1812 году был назначен командовать 2-й бригадой 2-й кирасирской дивизии (Глуховский и Малороссийский кирасирские полки), а после смерти дивизионного кoмандира О. Ф. Кнорринга 10 августа занял его место, участвовал в сражениях под Смоленском, в Шевардинском бою, в Бородинском сражении (где находился с дивизией на южной окраине деревни Семёновское, защищал Багратионовы флеши, 3 раза атаковал французские батареи и захватил несколько орудий, за что был награждён орденом Святой Анны 1 степени с алмазами. В память воинов 2-й кирасирской дивизии к 100-летию Бородинской битвы южнее деревни Семёновской был воздвигнут памятник.), Тарутино, Малоярославцем, Вязьмой и Красным (за последнее сражение получил орден Святого Владимира 2-й степени); участвовал в кампаниях 1813 и 1814 года. С 13 апреля 1813 года начальник 3-й кирасирской дивизии. 15 сентября 1813 года произведён в генерал-лейтенанты за отличие. Был ранен в голову под Лейпцигом и участвовал при взятии Парижа 19 марта 1814 года.
8 сентября 1823 года назначен командиром 2-го резервного кавалерийского корпуса. 22 августа 1826 года произведён в генералы от кавалерии, а в 1827 году был уволен по собственному прошению по состоянию здоровья.
Умер 16 февраля 1830 года в имении в Курской губернии. Его могила не сохранилась, неизвестно и точное место его захоронения.
В его память в посёлке Ивня в 2012 году установлен бюст.

## Семья
После Заграничного похода русской армии вступил в брак с дочерью ивнянского помещика Никанора Ивановича Переверзева Елизаветой Никаноровной Ильинской-Переверзевой. В браке родились 2 дочери – Анна и Александра. Александра Ильинична (1820—1871) была замужем за сенатором Владимиром Николаевичем Карамзиным (1819—1879), сыном историка Н. М. Карамзина.

## Награды
- Российские[6]
  - Золотой Крест «За взятие Праги» (1794)
  - Орден Святой Анны 3 ст. (08.02.1798)
  - Орден Святого Иоанна Иерусалимского (Россия) почетный кавалер (1798)
  - Орден Святого Владимира 4 ст. (24.02.1806)
  - Золотая шпага «За храбрость» (14.12.1806)
  - Орден Святого Георгия 3 класс (08.04.1807)
  - Золотая шпага «За храбрость» с алмазами (20.05.1808)
  - Орден Святой Анны 1 ст. с алмазами (26.08.1812)
  - Орден Святого Владимира 2 ст. большой крест 11.09.1813)
  - Золотая шпага «За храбрость» с алмазами (1814)

- Иностранные
  - Австрийский орден Леопольда 2-й ст. (1814)
  - Прусский Орден Красного Орла 1 ст.